# Высокогорный (Хабаровский край)
Высокого́рный — рабочий посёлок в Ванинском районе Хабаровского края России. Административный центр Высокогорненского городского поселения.
Расположен в горной местности Сихотэ-Алиня (на высоте около 450 метров), в 140 километрах к северо-западу от районного центра Ванино, на берегу реки Мули. Железнодорожная станция на линии Комсомольск-на-Амуре — Советская Гавань.

## История
Посёлок Высокогорный основан в октябре 1943 года как станция Мули Управления строительства, а 8 января 1947 года постановлением Совета Министров СССР станция совместно с железнодорожной линией Комсомольск-на-Амуре—Советская Гавань была включена в состав Дальневосточной железной дороги и передана из Приморского края в Хабаровский.
В 1949 году в соответствии с постановлениями Президиума Верховного Совета РСФСР и Исполкома Советско-Гаванского районного совета на станции Мули был образован Исполнительный комитет и поселковый Совет, а станция приобрела статус рабочего посёлка Мули, который входил в пригородную зону города Советская Гавань.
10 июня 1955 года рабочий посёлок Мули был переименован в рабочий посёлок Высокогорный.
В 1972 году, после образования Ванинского района, посёлок был включён в его состав.

## Население
| 1959  | 1970  | 1979  | 1989  | 1992  | 2000  | 2002  |
| ----- | ----- | ----- | ----- | ----- | ----- | ----- |
| 7561  | ↘4935 | ↘4394 | ↘4244 | ↘4200 | ↘4100 | ↘4044 |
| 2009  | 2010  | 2011  | 2012  | 2013  | 2014  | 2015  |
| ↘3841 | ↘3376 | ↘3363 | ↘3323 | ↘3159 | ↗3167 | ↘3151 |
| 2016  | 2017  | 2018  | 2019  | 2020  | 2021  | 2023  |
| ↘3105 | ↘3055 | ↘2974 | ↘2875 | ↘2812 | ↘2512 | ↘2443 |
| 2024  |       |       |       |       |       |       |
| ↘2357 |       |       |       |       |       |       |

## Экономика
- На территории Высокогорненского городского поселения расположены ряд железнодорожных предприятий, такие как: локомотивное депо ТЧ-10, дистанция сигнализации и связи ШЧ-10, дистанция гражданских сооружений НГЧ-8, дистанция водоснабжения ВоДч-4, дистанция пути ПЧ-18, дистанция энергоснабжения ЭЧ-5, восстановительный поезд ВП-413, пожарный поезд (ВОХР), железнодорожная станция Высокогорная 2 класса.
- Лесная отрасль Высокогорненского городского поселения представлена лесозаготовительными предприятиями ЛЗУ СП «Аркаим».

## Образование и культура
Деятельность Дома культуры п. Высокогорный направлена на обеспечение культурно-массовыми и досуговыми услугами населения рабочего поселения. В Доме культуры стабильно работают 25 клубных формирований творческой направленности, которые посещают 392 человека. Из них 14 формирований для детей до 14 лет (245 участников).
В поселке функционирует два общеобразовательных учреждения: средняя образовательная школа на 920 учащихся, фактически обучается 387 учеников, и детский сад, который посещает 110 детей. Действует МОУ ДОД «Детская школа искусств», расположенная в здании жилого дома.
В Высокогорненском городском поселении имеется библиотека-филиал № 5 МУ «ЦБС», помещение находится в поселковом Доме Культуры. Деятельность по организации культурно-досуговых мероприятий осуществляет филиал МУ «Районный дом культуры» — Дом культуры п. Высокогорный.

## Здравоохранение
Медицинское обслуживание населения осуществляется краевым государственным бюджетным учреждением здравоохранения «Ванинская центральная районная больница» МЗ ХК (филиал Высокогорненского городского поселения). При филиале имеется круглосуточный стационар на 6 коек (для оказания экстренной медицинской помощи), поликлиническое отделение на 100 посещений в смену, круглосуточный пост отделения скорой и неотложной медицинской помощи (1 выездная бригада СМП в смену).

## Галерея
- Объездная улица зимой
- Окрестности посёлка зимой